# (32942) 1995 UD7
1995 UD7 (asteroide 32942) é um asteroide da cintura principal. Possui uma excentricidade de 0.21577000 e uma inclinação de 
16.97710º.
Este asteroide foi descoberto no dia 27 de outubro de 1995 por Seiji Ueda e Hiroshi Kaneda em Kushiro.